# Paul Wescher
Paul Wescher (Hilzingen, 21 marzo 1896 – Los Angeles, 3 settembre 1974) è stato uno storico dell'arte tedesco.

## Biografia
Studiò prima nella Università di Monaco poi in quella di Friburgo dove si laureò nel 1923. Lavorò nei musei tedeschi fino al 1934, quando, in opposizione al nazismo, si trasferì con la moglie prima a Parigi (dove scrisse numerose pubblicazioni) poi, dopo lo scoppio della seconda guerra mondiale e un breve internamento, in Svizzera. 
Nel 1945 scrisse la sua grande monografia su Jean Fouquet e fino al 1948 visse a Campione sul Lago di Lugano. Dopo la guerra emigrò negli Stati Uniti dove il suo amico Wilhelm Reinhold Valentiner gli procurò un lavoro al Detroit Institute of Arts.  Con Valentiner ha lavorato al Museo d'Arte della Contea di Los Angeles e al Museo d'Arte della Carolina del Nord, a Raleigh, prima di diventare, dal 1953 al 1959, il primo curatore della collezione da cui nacque il Getty Museum. Dopo il 1959 collaborò con diversi musei americani per mostre e si dedicò alla ricerca.

## Vita privata
Wescher aveva sposato negli anni Venti in Germania Herta Kauert, anche lei storica dell'arte. Si separarono nel 1945, lei tornò a vivere a Parigi e lui si trasferì negli Stati Uniti dove si sposò con Mary, la vedova di Herbert Stothart.
Parte del patrimonio della coppia si trova nell'Archivio di arte americana della Smithsonian Institution. 

## Opere principali
- Beschreibendes Verzeichnis der Miniaturen, Handschriften und Einzelblatter des Kupferstichkabinetts der Staatlichen Museen Berlin, Leipzig, J. J. Weber, 1931
- Großkaufleute der Renaissance. In Biographien und Bildnissen, Frankfurt 1935, 2ª edizione München 1940, poi, Basel 1941
- Jean Fouquet und seine Zeit, Basel, Holbein, 1945 (varie riedizioni)
- Die Romantik in der Schweizer Malerei, Frauenfeld, Huber, 1947
- La prima idea: die Entwicklung der Ölskizze von Tintoretto bis Picasso, Munchen, Verlag F. Bruckmann, 1960
- Kunstraub unter Napoleon, Berlin, Mann, 1976; traduzione italiana: I furti d'arte: Napoleone e la nascita del Louvre, Torino, Einaudi, 1988
- Gesammelte Aufsätze zur Kunst, herausgegeben von Frank Otten, Köln-Wien, Böhlau, 1979